# Puente de Montañana
Puente de Montañana è un comune spagnolo situato nella comunità autonoma dell'Aragona.
Fa parte di una subregione denominata Frangia d'Aragona. Lingua d'uso, è, da sempre, un dialetto appartenente al catalano occidentale.

## Feste locali
Dal 14 al 16 agosto in onore di San Roque.